# Казе Постаца (Ферара)
Казе Постаца (итал. Case Postazza) је насеље у Италији у округу Ферара, региону Емилија-Ромања.
Према процени из 2011. у насељу је живело 39 становника. Насеље се налази на надморској висини од 9 м.